# Eschweiler-West

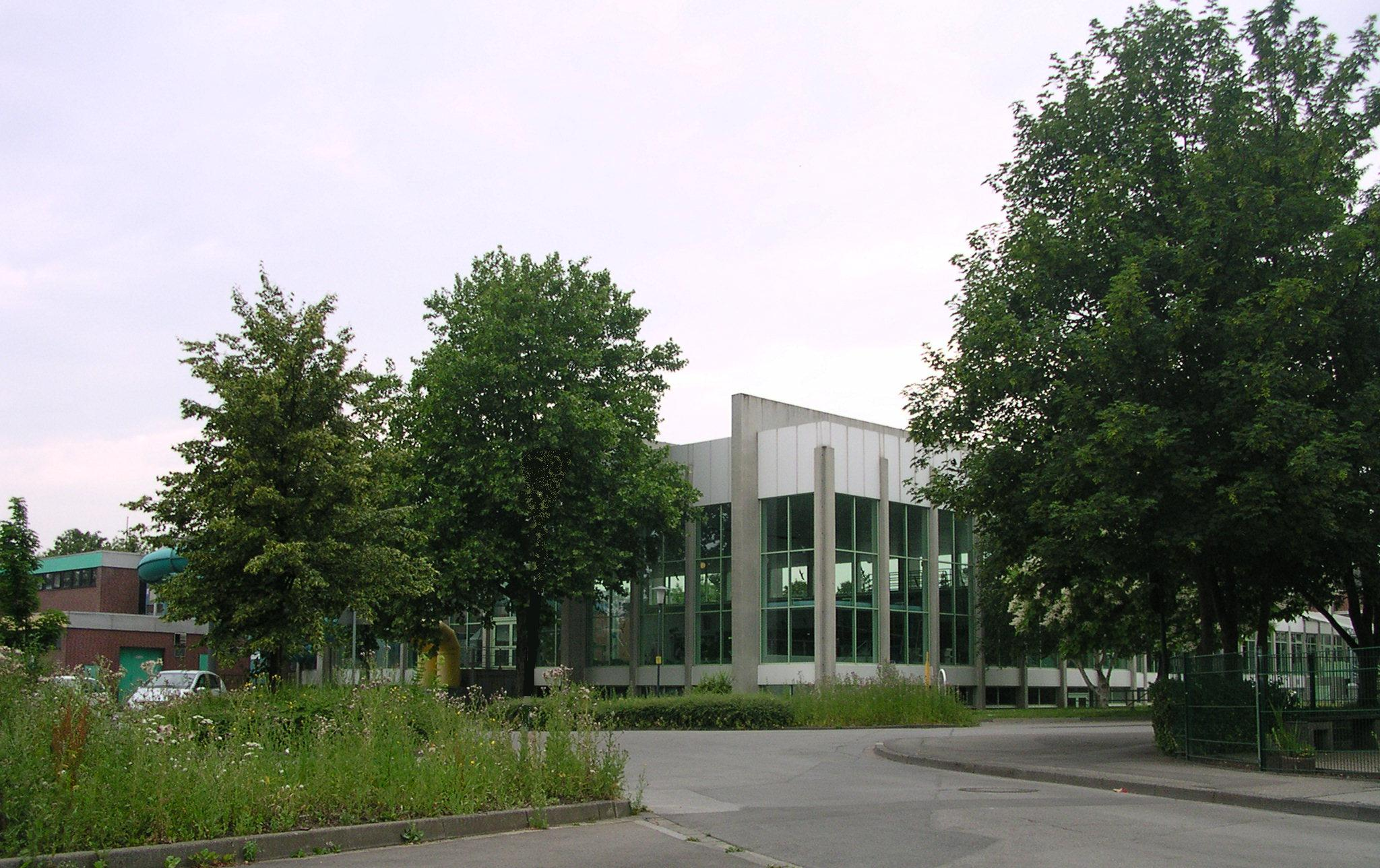
Hallenbad

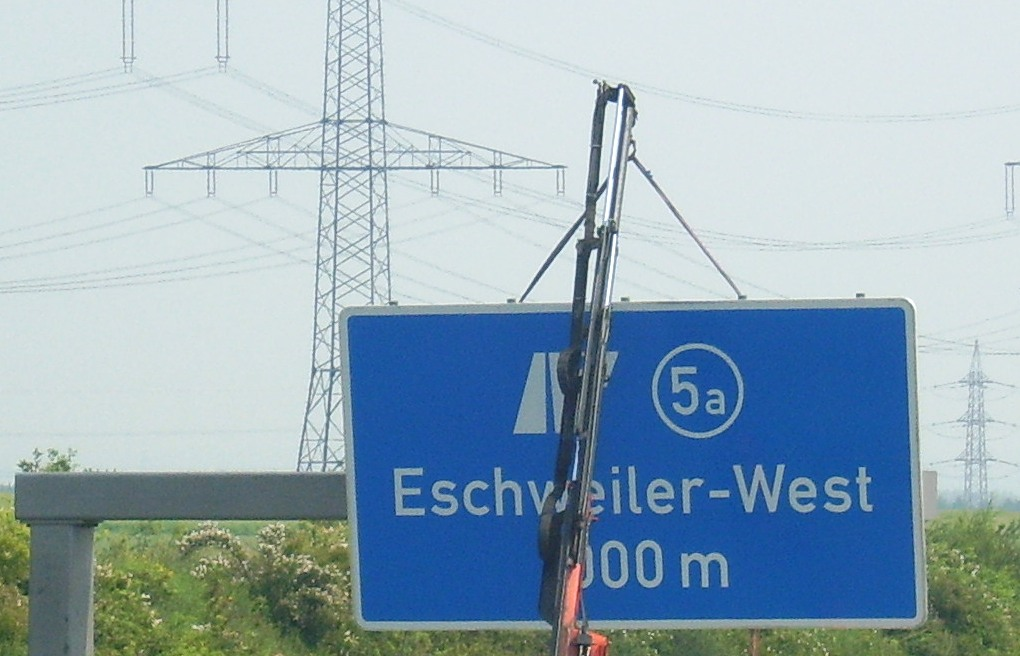
Neues Schild Eschweiler-West nach der Umbenennung 2007

Eschweiler-West ist das westliche Gebiet des Stadtzentrums, zwischen der südlichen Innenstadt und Eschweiler-Röhe. Begrenzt wird es nördlich durch die Inde und südlich durch den Verlauf der Talbahnlinie, im Osten durch die Straße Langwahn und im Westen durch die L238.
Charakteristisch für das Gebiet ist die Dichte öffentlicher Gebäude. So befindet sich das Berufskolleg Eschweiler der Städteregion Aachen, die Gemeinschaftshauptschule Adam-Ries-Schule (samt Grundschule), ein Kindergarten, das städtische Hallenbad (aufgrund des Hochwassers 2021 derzeit geschlossen) und ein kommunales Integrationszentrum der Städteregion Aachen in diesem Viertel.
Das Wohngebiet „Gutenbergstraße“ ist seit den 1990er Jahren ein sozialer Brennpunkt.

## Stoltenhoffmühle
Sehenswert ist die Stoltenhoffmühle an einem Mühlenbach der Inde. Johann Jürgen Georg Stoltenhoff (* 1710 in Volmarstein, † 5. Januar 1795 in Eschweiler) errichtete 1761 das Mühlengebäude als Ölmühle. Nach 1820 kam sie an verschiedene Besitzer und diente unterschiedlichen Zwecken. Der Würselener Jakob Leuchter erwarb sie 1911 und nutzte sie als Mahl- und Schrotmühle. Sein Sohn Werner übernahm die Mühle 1946 und nutzte sie bis 1970. Heute ist in ihr das Büro eines Gewerbebetriebs untergebracht. Im allgemeinen Sprachgebrauch ist aus der Stoltenhoffmühle längst Leuchters Mühle geworden. Die Mühle wurde im Jahr 2012 verkauft.

## Verkehr

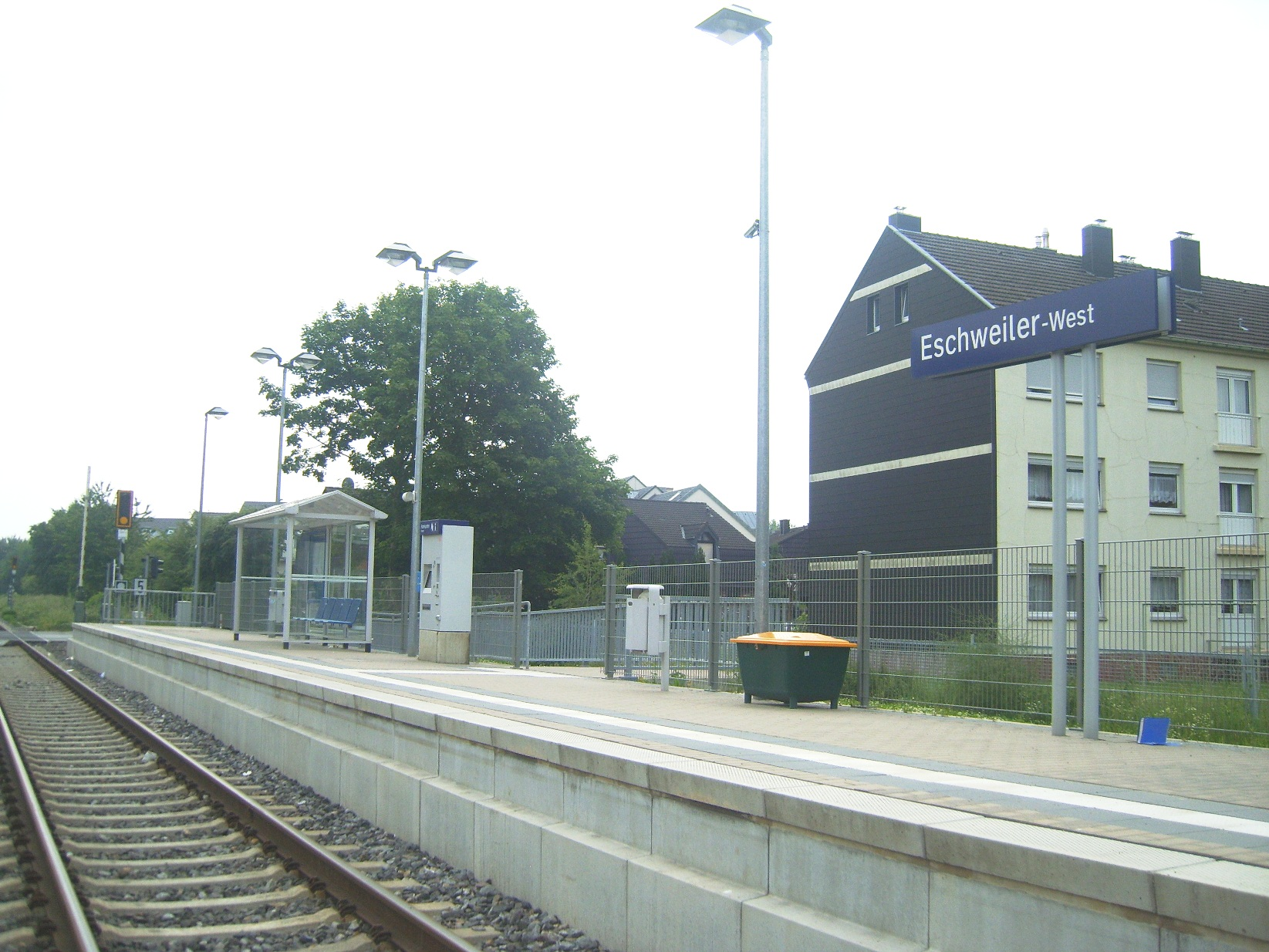
Haltepunkt der Euregiobahn

Der nächste Autobahnanschluss ist „Eschweiler-West“ auf der A 4. Die AVV-Bushaltestellen „Schwimmhalle“, „Steinstraße“, „Langwahn“, „Gutenbergstraße“ und „Eschweiler-West/Odilienstraße“ verbinden das Viertel mit fast allen Eschweiler Stadtteilen und Nachbarstädten.
| Linie | Betreiber | Verlauf |
| ----- | --------- | --- |
| 28    | ASEAG     | Alsdorf-Annapark – Schaufenberg – Siedlung Ost – Mariadorf – Hoengen – Warden – Kambach – Kinzweiler – Hehlrath – Röhe – Eschweiler Bushof – Rathaus – Herz-Jesu-Kirche – Weisweiler – Hücheln (– Langerwehe Bf – Langerwehe Schulzentrum) |
| 48    | ASEAG     | Stolberg Mühlener Bf – Birkengang – Donnerberg – Donnerberg Kaserne – Eschweiler Stadtwald – Waldsiedlung – Pumpe-Stich – Eschweiler Hbf – Röthgen – Odilienstraße – Krankenhaus – Eschweiler Bushof – Vöckelsberg                         |
| 52    | ASEAG     | (Hücheln – Weisweiler –) Eschweiler Südstraße – Rathaus – Eschweiler Bushof – Röhe – Talbot – Ludwig Forum – Aachen Bushof |
| EW4   | ASEAG     | Eschweiler Bushof – Röhe – Aue / St. Jöris |
| EW5   | ASEAG     | Talbahnhof/Raiffeisenplatz – Langwahn – Schwimmhalle – Eschweiler Bushof – Dürwiß Kirche – Dürwiß Freibad – Blausteinsee |

Seit 2004 verfügt das Viertel über den neu eingerichteten Haltepunkt „Eschweiler-West“ an der Bahnstrecke Mönchengladbach–Stolberg. Hier halten Züge der Euregiobahn.
| Linie | Linienverlauf | Takt   |
| ----- | --- | ------ |
| RB 20 | Euregiobahn: Stolberg (Rheinl) Hbf – Eschweiler-St. Jöris – Alsdorf-Poststraße – Alsdorf-Mariadorf – Alsdorf-Kellersberg – Alsdorf-Annapark – Alsdorf-Busch – Herzogenrath August-Schmidt-Platz – Herzogenrath-Alt-Merkstein – Herzogenrath – Kohlscheid – Aachen West – Aachen Schanz – Aachen Hbf – Aachen-Rothe Erde – Eilendorf – Stolberg (Rheinl) Hbf – Eschweiler-West – Eschweiler Talbahnhof/Raiffeisenplatz – Eschweiler-Nothberg – Eschweiler-Weisweiler – Langerwehe – Düren (aufgrund von Hochwasserschäden längerfristig im Schienenersatzverkehr zwischen Stolberg Hbf und Eschweiler Talbahnhof) Stand: 30. April 2023 | 60 min |

## Geschichte
Im 18. Jahrhundert bestand das Stadtviertel noch größtenteils aus Brachland. Die einzigen Straßen waren Langwahn, Steinstraße und Vulligstraße, und hier befand sich eine Insel, welche von der Inde und einem Mitte des 20. Jahrhunderts stillgelegten Seitenarms der Inde gebildet wurde. Auf der Insel befand sich die von den Thyssen gegründete Eschweiler Drahtfabrik und südlich von ihr die Gasanstalt, spätere Licht und Kraft. Beide Betriebe waren über einen ebenfalls Mitte des 20. Jahrhunderts stillgelegten und entfernten Bahnanschluss mit der Talbahnlinie unmittelbar am Bahnübergang Langwahn verbunden.
Die Steinstraße, vermutlich eine alte Römerstraße, wurde 1898 so benannt. Die inzwischen verkürzte Vulligstraße erhielt 1905 nach dem Flurnamen „Im Vullig“ ihren Namen und bezieht sich auf die dort ehemaligen fauligen Sümpfe und Moore im Tal der Inde, welche hier vor der Kultivierung und anschließenden Bebauung lagen. Die heutige, 1965 nach dem Eschweiler Sohn und Ehrenbürger August Thyssen benannte August-Thyssen-Straße war ursprünglich ein Gässchen mit Namen Schmiedegässchen und hieß später, vor der heutigen Bezeichnung, Industriestraße.
Beim Hochwasser in West- und Mitteleuropa 2021 wurden der Bereich des Hallenbads und die Steinstraße überschwemmt.

## St. Michael
St. Michael ist die jüngste der katholischen Gemeinden im Dekanat Eschweiler. Am 28. November 1971 wurde der Grundstein zum Gemeindezentrum gelegt und am 30. September 1972 die Kirche eingeweiht. 1973 erfolgte die Erhebung zur Pfarrvikarie, 1990 wurde St. Michael zur Pfarre erhoben. Seit 2005 gehörte St. Michael zur Gemeinschaft der Gemeinden (GdG) Eschweiler-Mitte. Zuletzt war sie Filialkirche der neuen Pfarre St. Peter und Paul. Am 13. Juni 2015 wurde sie aus Budgetgründen profaniert. An ihrer Stelle wurde ein Kindergarten errichtet. Im Juli 2021 wurde sein Keller und Erdgeschoss überschwemmt.